# 両国ピーターパン2014〜人生変えちゃう夏かもね!〜
『両国ピーターパン2014〜人生変えちゃう夏かもね!〜』（りょうごくピーターパンにせんじゅうよん〜じんせいかえちゃうなつかもね！〜）は、日本のプロレス団体DDTプロレスリングによる、両国国技館で行われた興行である。

## 概要
- 2013年の両国国技館大会にて次期大会開催を発表。
- KO-D無差別級戦は初の3WAYマッチで行われた。また、恒例の両国全域路上マッチはダークマッチではなく本戦で開催。その他にも、マッスル坂井復帰戦や棚橋弘至の参戦など、注目カードが目白押しの大会となった。
- ピーターパンシリーズでは初の、前売り札止めを記録する。

## 全試合結果
| ダークマッチ1 東京女子プロレス提供試合 |                                                     |                                        |
| KANNA 木場千景 ○山下実優 | 8分52秒 クラッシュ・ラビットヒート                  | えーりん● 坂崎ユカ 中島翔子            |
| ダークマッチ2 DDTvsユニオン対抗戦 |                                                     |                                        |
| 河村知哉 三富政行 ●SAGAT 風戸大智 | 7分44秒 ブエノスアイレス午前二時                    | 勝俣瞬馬 伊橋剛太 美月凛音 星誕期◯     |
| 第1試合 |                                                     |                                        |
| 彰人 ●ヤス・ウラノ | 11分07秒 ディープ“M”インパクト                      | GENTARO MIKAMI○                        |
| 第2試合 「総研グループ」プレゼンツ アイアンマンヘビーメタル級選手権バトルロイヤル                                                                                           |                                                     |                                        |
| 特別リングアナ LiLiCo |                                                     |                                        |
| 出場選手(入場順) 佐々木大輔、遠藤哲哉、清水愛、松永智充、平田一喜、FUMA、才賀紀左衛門、DJニラ、アキヒロ（第1006代王者）、ヨシヒコ、大鷲透、越中詩郎、ゴージャス松野、のの子 |                                                     |                                        |
| ●清水 | 2分56秒 OTR                                         | 佐々木◯                                |
| ●才賀 | 8分20秒 スピリチュアルコースター→全選手の体固め     | アキヒロ◯                              |
| ●FUMA | 8分52秒 十字架固め                                  | ヨシヒコ◯                              |
| ●遠藤 | 8分52秒 ダブルスパニッシュフライ→体固め             | ヨシヒコ アキヒロ◯                     |
| ●ヨシヒコ ●アキヒロ | 11分04秒 ジャーマンスープレックスホールド           | ニラ◯                                  |
| DJニラが第1007代王者に |                                                     |                                        |
| ●佐々木 | 11分59秒 OTR                                        | 越中◯                                  |
| ●松永 | 12分24秒 OTR                                        | 越中◯                                  |
| ●平田 | 15分33秒 パワーボム→エビ固め                        | 越中◯                                  |
| ●越中 大鷲 | 16分24秒 OTR                                        | のの子◯                                |
| ●のの子 | 16分30秒 OTR                                        | 松野 ニラ◯                             |
| ●ニラ | 16分56秒 丸め込み                                   | 松野◯                                  |
| 松野が第1008代王者に |                                                     |                                        |
| 第2.5試合 アイアンマンヘビーメタル級選手権 |                                                     |                                        |
| ●松野 | 14時42分 体固め                                     | LiLiCo◯                                |
| LiLiCoが第1009代王者に |                                                     |                                        |
| 第3試合 |                                                     |                                        |
| ●福田洋 アントーニオ本多 アジャ・コング | 11分43秒 ミラクルエクスタシー                       | レディビアード 大石真翔◯ 赤井沙希      |
| 第4試合 KO-D6人タッグ選手権試合 |                                                     |                                        |
| ◯高尾蒼馬 入江茂弘 石井慧介 （挑戦者） | 10分57秒 ジントニック                               | マサ高梨● 坂口征夫 KUDO （第12代王者） |
| チーム・ドリフが第13代王者組となる |                                                     |                                        |
| 第5試合 DDT EXTREME級選手権試合 |                                                     |                                        |
| ●マッスル坂井 （挑戦者） | 11分05秒 横入り式エビ固め                           | 男色ディーノ◯ （第29代王者）           |
| ディーノが初防衛に成功 |                                                     |                                        |
| 第6試合 エニウェアフォールマッチ |                                                     |                                        |
| ●中澤マイケル 鈴木みのる | 23分25秒 パールハーバースプラッシュ・フロム・ラダー | 葛西純◯ 高木三四郎                     |
| 第7試合 スペシャルシングルマッチ |                                                     |                                        |
| ●近藤修司 | 18分39秒 フェニックススプラッシュ                   | 飯伏幸太◯                              |
| 第8試合 スペシャルシングルマッチ |                                                     |                                        |
| ◯棚橋弘至 | 15分09秒 ハイフライフロー                           | 竹下幸之介●                            |
| メインイベント KO-D無差別級選手権試合 サバイバル3WAYマッチ |                                                     |                                        |
| HARASHIMA（第47代王者）、木高イサミ（挑戦者）、ケニー・オメガ（挑戦者） |                                                     |                                        |
| ●ケニー | 17分52秒 蒼魔刀                                     | HARASHIMA◯                             |
| ●イサミ | 24分56秒 スワンダイブ式蒼魔刀                       | HARASHIMA◯                             |
| HARASHIMAが2度目の防衛に成功 |                                                     |                                        |